# Johannes Bernhardt
Johannes Eberhard Franz Bernhardt (* 1. Januar 1897 in Osterode, heute Ostróda, Woiwodschaft Ermland-Masuren, Polen; † 1980 in München) war Generalvertreter von Mannesmann in Spanisch-Marokko. Im Bürgerkrieg und im Zweiten Weltkrieg koordinierte er in Francos Spanien einen Großteil der Waffen- und Rohstoffgeschäfte mit dem Deutschen Reich unter Hitler.

## Leben
Der Jurastudent Bernhardt meldete sich 1914 zum Militär. Im Ersten Weltkrieg war er Besatzungssoldat in der Ukraine. Nach dem Ersten Weltkrieg war Bernhardt in Hamburg mit Walther Bierkamp beim Freikorps Bahrenfeld, einem Verband der schwarzen Reichswehr. Um den Vertrag von Versailles zu unterlaufen, übertrug die Reichsregierung zu dieser Zeit Rüstungsgeschäfte an Strohmänner der Reichswehr.

### Reeder in Hamburg
Von 1919 bis 1924 war Bernhardt Reeder in Hamburg. Die Reederei Johannes Bernhardt eröffnete Filialen in Reval und São Paulo. Aus dem Hamburger Hafen vertrieb die Chemiefabrik Stoltzenberg chemische Kampfstoffe nach Spanien.
Mitte Januar 1922 sank die mit chemischen Kampfstoffen beladene Vespa.

„Die Decklast und die ins so genannte Versuploch verstaute Last bestand aus Eisenfässern, Holzfässern und Korbflaschen, von deren Inhalt die Mannschaft keine Ahnung hatte […]. Plötzlich erfolgte eine ungeheure Detonation. […] Vom Kapitän werden wir auf die in den Flaschen und Fässern befindlichen Gase hinwiesen.
Von der Kommandobrücke kommt der Befehl, den Kurs zu ändern und gegen den Wind zu steuern, um die Gase nicht über das Schiff, sondern nach hinten abwehen zu lassen […] Nun geht die Mannschaft daran, die bisher verschonte Vorschiff Decklast sicherheitshalber über Bord zu werfen. Mitten in dieser Arbeit erfolgt die zweite Explosion [im Schiffsinnern]. […] jetzt wütet der Brand vor und hinter uns. Auch das Meer scheint zu brennen, denn die über Bord gehenden Fässer geraten bei der Berührung mit dem Wasser sofort in Brand. […] Nur acht [von 32] Mann haben die Katastrophe überlebt, aber nachträglich sind auch von diesen acht an den Folgen der Gasvergiftung die meisten gestorben“

### Mannesmann in Marokko
Bernhardt wurde Vertreter von Mannesmann und Rheinmetall-Borsig. Ab 1906 hatte die Marokko-Mannesmann-Compagnie in Hamburg rund ein Achtel aller Werte des Sultanats Marokko in Form von Bergwerkskonzessionen, Handelsfirmen und landwirtschaftlichen Unternehmen erworben. 1911 versuchte Wilhelm II. mit dem sogenannten Panthersprung diesem privaten Engagement ein staatlich betriebenes Kolonialregime zur Seite zu stellen. Mannesmann hatte die Zusicherung für 2027 Minenkonzessionen in ganz Marokko erhalten. Im Rif-Gebirge lag der Schwerpunkt der Schürfprojekte; hier wurden ergiebige phosphatfreie Vorkommen an Eisenerz. Hier gab es Kupfer, Blei, Zink, Silber, schwefelarme Kohle, Erdöl und von Mannesmann prospektierte ergiebige Phosphatvorkommen. Die französische Regierung versuchte mit diplomatischen Manövern, juristischen Winkelzügen und finanziellen Aktionen die Projekte von Mannesmann zu verhindern. Nach dem Ersten Weltkrieg waren die Minenkonzessionen und alle weiteren Rechte aus sonstigen Verträgen der Gebrüder Mannesmann in Französisch-Marokko enteignet worden. Im Januar 1930 tauchte Bernhardt in Spanisch-Marokko auf, welches mit Stoltzenbergs Giftgas von 1923 bis 1927 befriedet worden war. Bernhardt trat als Bevollmächtigter von H. & 0. Wilmer, Sucesores de H. Tönnies auf. Die erste Niederlassung war in der Hafenstadt Larache. Bernhardt lieferte an die spanischen Militärbehörden (Ziele für Übungsschießen etc.) und an Unternehmen wie Compañía Española de Minas del Rif und die Compañia Agricola del Lucus. Seine Filialen sind in Tétouan, Melilla, dem Standort der Lostfabrik, Ceuta und Tanger, der internationalen Stadt. Der deutsche Konsul in Tetuán, Wilhelm Brosch bezeichnete den H. & 0. Wilmer, Sucesores de H. Tönnies als das bedeutendste und angesehenste deutsche Unternehmen in der spanischen Protektoratszone. Für die deutsche Botschaft in Madrid ließ Brosch Bernhardt Berichte über die wirtschaftliche Lage in Marokko schreiben. Bernhardt wurde über seine Filiale in Tanger über die Entwicklung in Französisch-Marokko informiert. Zum 1. April 1933 trat er der NSDAP bei (Mitgliedsnummer 1.572.819). Anfang 1935 eröffnete Bernhardt eine Filiale in Casablanca, der Hauptstadt des französischen Protektorates in Marokko. Bernhardt hatte zwar eine unbefristete Aufenthaltsgenehmigung für Französisch-Marokko, jedoch wurde er ab März 1935 nicht mehr in das französische Protektorat gelassen und die französischen Behörden setzten durch, dass ihm auch die Einreise nach Tanger verwehrt wurde.

### Unternehmen Feuerzauber
Am 22. Juli 1936 baten Francisco Franco und Juan Beigbeder in einem Telegramm den für Spanien zuständigen Militärattaché Erich Kühlenthal (1934–1938 Militärattaché in Paris, zugleich auch für Spanien zuständig) um zehn Transportflugzeuge. Die Antwort lautete:

„Ein Eingehen auf den spanischen Wunsch kann nach Ansicht des Auswärtigen Amtes zur Zeit nicht in Frage kommen“

Am 24. Juli 1936 landeten Bernhardt und der NSDAP-Ortsgruppenleiter, Mannesmann-Ingenieur Adolf Langenheim in Berlin-Tempelhof. Rudolf Heß ermöglichte einen Termin bei Adolf Hitler am 25. Juli 1936 bei den Bayreuther Festspielen, nach einer Aufführung von Siegfried. Am 25. Juli 1936 sagte Hitler Franco Unterstützung zu. Am 27. Juli 1936 wurde der Sonderstab W unter Hermann Göring gebildet, welcher von Helmut Wilberg und Erhard Milch geleitet wurde. Das erste Projekt des Sonderstab W wurde nach dem 3. Akt, 3. Szene aus Wagners Walküre Unternehmen Feuerzauber benannt. Es war die Luftbrücke, durch welche Truppen der Putschisten gegen die Zweite Spanische Republik, darunter auch Mitglieder der Spanischen Legion, aus Spanisch-Marokko auf das Festland verlegt wurden. Die Verlegung dauerte von 28. Juli bis Oktober 1936, dabei transportierten 20 Ju 52 in mehr als 800 Flügen etwa 14.000 spanische Fremdenlegionäre und 500 Tonnen Material. Bernhardt organisierte für Flugzeugbenzol Tetrableiäthyl aus Portugal, Gibraltar, Tanger und Französisch-Marokko. Am 21. August 1936 erreichte Bernhardt bei einer Verhandlung mit António de Oliveira Salazar, dass Kriegsmaterial und Treibstoff über den Hafen von Lissabon eine Blockade des spanischen Hafen von Cádiz durch die republikanischen Marine umgehen konnte. Der anfangs mit der wirtschaftlichen Koordination beauftragte Walter Warlimont regte an, ein Unternehmen nach dem Montan-Schema zu gründen.

### Compañía Hispano-Marroquí de Transportes Limitada
Am 31. Juli 1936 benannte Franco die Gesellschaft zur wirtschaftlichen Abwicklung des Unternehmens Feuerzauber, die Compañía Hispano-Marroquí de Transportes Limitada (HISMA, Limitada). Geschäftsführer war Bernhardt; als Mitinhaber fungierte Fernando de Carranza-Fernandez-Reguera, ein pensionierter Marineoffizier. Der Eintrag in das Handelsregister ist auf den 1. April 1936 datiert. Bernhardt hatte 1936 gute Beziehungen zu Franco und es gelang ihm, die Kontrollmechanismen der HISMA auf den gesamten deutsch-spanischen Warenverkehr ausdehnen.

### Rohstoff-Waren-Kompensation Handelsgesellschaft
Als Ergebnis eines Treffens von Bernhardt mit Hermann Göring am 2. Oktober 1936 entstand als Pendant zu der in Spanien operierenden HISMA in Deutschland die Rohstoff- und Wareneinkaufsgesellschaft mbH (ROWAK). Geschäftsführer der ROWAK wurde Eberhard von Jagwitz, ein Major des Ersten Weltkrieges, welcher in Argentinien gelebt hatte, Freund von Bernhardt. Die ROWAK erhielt drei Millionen Reichsmark Startkapital als Kredit. Der Kredit wurde von Ministerialdirektor Alfred Olscher vom Reichsfinanzministerium bewilligt, welcher im Aufsichtsrat des reichseigenen Waffenherstellers Vereinigte Industrie Unternehmung A.G. (VIAG) und der Reichs-Kredit-Gesellschaft AG (RKG) saß. Das Reichswirtschaftsministerium untersagte jeden privaten Import aus Spanien ohne Beteiligung der ROWAK. Hierfür verlangte die ROWAK zwei bis drei Prozent. Für die Dienste als Generalvertreter für Produkte aus dem Deutschen Reich berechnete die ROWAK drei bis fünf Prozent. Rheinmetall Borsig war Teil der VIAG und wurde von Max Wessing, einem Aufsichtsratsmitglied der RKG, geleitet. Im Frühjahr 1938 ging die ROWAK im Reichswirtschaftsministerium auf. Jagwitz wurde Sonderministerialdirektor für Außenhandel im Reichswirtschaftsministerium. Hier arbeiteten zahlreiche NSDAP-Mitglieder, als Göring die Macht von Hjalmar Schacht stutzte. Die Geschäftsführung der ROWAK übernahm Friedrich Bethke, Vertreter eines chilenischen Pharmaunternehmens, welcher im Oktober 1936 während seines Urlaubs im Deutschen Reich bei der ROWAK eingestellt worden war. Die ROWAK monopolisierte im Deutschen Reich den Handel mit Waren aus Spanien. Das so akkumulierte Kapital investierte die ROWAK in Bergwerkskonzessionen. 1937 verfügte die ROWAK über 73 Minenrechte, und 1938 über 135 Minenrechte in Spanien. Die Minenrechte bezogen sich auf strategische Güter wie Eisen, Kupfer, Blei, Wolfram, Zinn, Zink, Kobalt und Nickel. Die ROWAK monopolisierte einen Tauschhandel, mit welchem die Putschisten für die gewährte Unterstützung mit strategischen Gütern bezahlten. Die strategischen Güter erzielten auf dem internationalen Markt konvertierbare Devisen (z. B. Britisches Pfund). Das faschistische Spanien ließ deshalb die traditionellen Handelsbeziehungen von Großbritannien vor allem zu Nordspanien nie abreißen. Bernhardt legte einen festen Wechselkurs von 1 Reichsmark zu 3,33 Pesetas fest, welchen Bernhardt gegen den Protest des Leiters des Comité de Moneda durchsetzte und welcher vom faschistischen Spanien für die Zeit des Handels mit dem Deutschen Reich, bis August 1944, fast unverändert zwangsweise durchgesetzt wurde. Der Kurs der Peseta im von der Republik kontrollierten Spanien fiel auf 1 Reichsmark zu 10 Pesetas. Die Putschisten ließen Banknoten in ihrem Herrschaftsbereich abstempeln und später vermittelte Bernhardt, dass neue Banknoten für das faschistische Spanien von Giesecke & Devrient in Leipzig gedruckt wurden. Die sehr prompte Lieferung von Waffen über den Seeweg durch die Gesellschaft von Joseph Veltjens legt nahe, dass die Waffen für die Putschisten schon vor dem 19. Juli 1936 geordert wurden. Mit dem Putsch war auch Aussicht auf deren Bezahlung durch Erzlieferungen gegeben.
Am 22. Juli 1936 war das deutsche Dampfschiff Girgenti im Hafen von Valencia von republikanischer Miliz nach Waffen durchsucht worden. Der Kapitän der Girgenti räumte das Schiff gewaltsam. Das deutsche Außenministerium protestierte bei der demokratischen Regierung in Madrid. Kurz darauf wurde die Girgenti von Veltjens gechartert und am 22. August 1936 in Hamburg mit Waffen des Sonderstabes W für die putschenden Militärs in La Coruña beladen. Nach dem Entladen der Waffen wurde die Girgenti in La Coruña auf Initiative von Bernhardt mit Erz beladen, womit der Tauschhandel in die Praxis umgesetzt wurde.
Über das spanische Handelsmonopol wachte Bernhardt eifersüchtig: Willy Messerschmitt wollte 1937 an Emilio Mola Flugzeuge verkaufen, konnte aber erst 1951 als Konstrukteur nach Spanien gehen. Im Oktober 1937 hatten Rohstoffexporte der ROWAK zu einer Vormachtstellung des Deutschen Reiches im spanischen Export geführt, was das Auswärtige Amt feststellte.
Für die Putschisten wäre es wirtschaftlich gewesen, das Monopol der HISMA ROWAK zu beenden und die strategischen Rohstoffe gegen konvertierbare Währung zu verkaufen und bei Waffeneinkäufen den Preis zu drücken.
Die militärische Unterstützung durch das Deutsche Reich für die Putschisten wurde als wirtschaftliches Druckmittel eingesetzt. Der internationale Waffenboykott beschränkte die Waffeneinkäufe der Putschisten auf die HISMA und die Societá Fertilizzanti Naturali Italiani (SAFNI), einen Importeur chilenischen Nitrats.
Für die Regelung der nichtmilitärischen politischen und wirtschaftlichen Angelegenheiten setzte Franco im Oktober 1936 seinen Bruder Nicolás Franco als Generalsekretär der Junta Técnica del Estado ein. Nicolás Franco vorrangige Aufgabe war es, in Kontakt mit Bernhardt und den italienischen Waffenlieferanten zu bleiben. Nicolás wählte die Militärgüter, welche bei der HISMA bestellt werden mussten. Bernhardt sandte dann die Bestellung zur ROWAK, welche im Deutschen Reich den Auftrag abwickelte. Nicolás Franco machte die Geschäftsabwicklung mit der SAFNI in Rom. Am 10. Februar 1937 fragte die Junta nach einem zwischenstaatlichen Clearing- und Verrechnungsabkommen, welches den Handel regeln sollte. Bernhardt und Bethke waren vorbereitet, um das einseitige Monopol zu verteidigen. Eine maßgebliche Konferenz fand unter Görings Vorsitz in Berlin statt, und das HISMA-ROWAK Austauschsystem wurde durchgesetzt: Göring verweigerte das von den Putschisten erbetene offizielle Clearing und Verrechnungsabkommen zwischen zwei gleichen Regierungen. Trotz der Zurückweisung warb Nicolás Franco weiter für ein Clearingabkommen als einen Schritt hin zu freiem Handel. Mitte Mai 1937 sagte Botschafter Faupel Franco, dass die Hilfe des Deutschen Reiches nicht fortgesetzt werden würde, falls die Putschisten nicht über das System von Bernhardt ihren Handel abwickeln würden. Franco stimmte zu. Waffen aus importierten Rohstoffen lieferte Joseph Veltjens gegen konvertierbare Devisen. Die Lieferungen von Veltjens gab es schon vor dem 19. Juli 1936, beispielsweise am 17. Juni 1936 und am 6. Juli 1936. Die HISMA wurde im September 1939 liquidiert und die SOFINDUS übernahm die Funktion als Clearinginstanz im deutsch-spanischen Handel.

### Sociedad Financiera e Industrial Limitada
Formal ging die HISMA nach einem bilateralen Handelsabkommen des Deutschen Reichs mit dem faschistischen Spanien 1938, einschließlich der inzwischen erworbenen Rechte an spanischen Bergwerken, in der Holding Sociedad Financiera e Industrial Limitada (SOFINDUS) auf. Der Geschäftsführer der SOFINDUS war Johannes Bernhardt. Die SOFINDUS war in drei Geschäftsbereiche gegliedert: Handel, Transport und Dienstleistungen sowie Bergwerkskonzessionen. Die Bergwerksabteilung wurde von Wilhelm Pasch (Mitglied der NSDAP seit 1934), einer Schlüsselfigur der baskisch-deutschen Wirtschaftsbeziehungen, geleitet. Bis 1941 machte die SOFINDUS Verluste und vollzog eine sehr ungeregelte Wirtschaftsweise. Im Verlauf des Zweiten Weltkrieges wurde das ursprüngliche Unternehmensziel, das Monopol des gesamten deutsch-spanischen Handels zu kontrollieren, zugunsten der Beschaffung von strategischen Gütern wie Wolfram für die Kriegsindustrie des Deutschen Reiches und des Kriegsschmuggels, aufgegeben. Ab diesem Zeitpunkt machte die SOFINDUS Gewinne. Zu den drei ursprünglichen Geschäftsfeldern kam der internationale Transport und der Flottenbau hinzu. Die Vorrechte, welche die Institutionen und die Bürger des Deutschen Reichs in Spanien während des Zweiten Weltkrieges genossen, führten zu einer nie da gewesenen Intensivierung der Wirtschaftsbeziehungen zwischen Deutschland und Spanien. Zwischen 1936 und 1944 entwickelte sich das Deutsche Reich zum ersten Importeur von Industriegütern (vor allem Maschinenbau und chemische Produkte). Zum ersten Mal zeigte die Handelsbilanz einen beachtlichen Überschuss zugunsten von Spanien. Die spanische Regierung enteignete in Übereinstimmung mit dem alliierten Kontrollrat ab dem 6. Mai 1945 das Eigentum des Deutschen Reichs und das der Bürger des Deutschen Reichs, welche sich nicht mit legalem Aufenthaltsstatus am 6. Mai 1945 in Spanien aufhielten.

### Liquidation
Die Aktien der SOFINDUS lagerten zum 6. Mai 1945 in der geräumten deutschen Botschaft in Madrid Castellana 15. Die spanische Regierung enteignete sie entschädigungslos und übergab sie den Alliierten, welche die Papiere, deren Wert auf 150 Millionen Peseten geschätzt wurden, unter Preis verkauften. Die Spanische Regierung löste die SOFINDUS 1945 in Übereinstimmung mit dem Alliierten Kontrollrat auf und entsprach somit den Vereinbarungen von Bretton Woods.
Die Eigentumsverhältnisse von ROWAK und SOFINDUS waren nicht eindeutig. Bethke behauptete, die SOFINDUS mit allen in ihr zusammengeführten Subunternehmen sei eine Tochter der ROWAK, womit sie Reichseigentum wäre. Bei anderer Gelegenheit wurde argumentiert, es handelt sich um Privatbesitz unter anderem von Bernhardt, welcher wegen seiner spanischen Staatsbürgerschaft nicht hätte enteignet werden dürfen. Zur SOFINDUS gehörten zahlreiche Tochtergesellschaften, Handelsfirmen, Produktionsgesellschaften Mustergüter sowie ein technisches Beratungsunternehmen, welche über das gesamte spanische Staatsgebiet, inklusive Spanisch-Marokko, verteilt waren. Einen wesentlichen Gewinn für die Rüstungsindustrie im Deutschen Reich erbrachten die dazugehörigen Bergbaugesellschaften.
Die britische Militärregierung wollte, dass Friedrich Bethke im Verwaltungsamt für Wirtschaft der Bizone die ROWAK zusammen mit Gustav Dahrendorf weiterführt und unterstützte Bethke bei seinem Umzug von Berlin nach Hamburg.
Vollrath von Maltzahn (1899–1967), der spätere Botschafter Adenauers in Paris, war damals Leiter der Abteilung für Außenwirtschaft in der Bizone, klärte Dahrendorf über die ROWAK auf:

„Noch heute dürfte die ROWAK in Spanien als der typische Exponent des nationalsozialistischen Regimes gelten; auch ist ihre enge Zusammenarbeit mit der durch das Korruptionssystem bekannten Falange noch nicht vergessen. Ihre extrem monopolistischen Bestrebungen sind überdies mit der grundsätzlichen Anschauung der Leitung der JEIA über die künftige Gestaltung des deutschen Außenhandels unvereinbar.
Eine Wiederbelebung dürfte auch die unerwünschte Folge haben, dass die ehemaligen Geschäfts- und Parteifreunde der ROWAK wieder in ertrags- und einflussreiche Positionen einrücken. Sofern das Unternehmen von britischer Seite heute eine Förderung erfährt, dürfte dies auf Verkennen der früheren Zusammenhänge und der zu erwartenden Folgen einer Wiederbelebung beruhen. Aus politischen wie auch aus wirtschaftlichen Gründen halte ich es daher für nicht vertretbar, die ROWAK-SOFINDUS-Organisation, deren Auflösung bereits während der letzten Kriegsjahre angestrebt wurde, heute an dem Wiederaufbau des Außenhandels in irgendeiner Form zu beteiligen.
Die Organisation sollte vielmehr ihre aus der Kriegszeit noch anhängigen Geschäfte baldmöglichst abwickeln und sich alsdann nebst ihrer Tochtergesellschaften auflösen.“

Dahrendorf schrieb dies in seiner Stellungnahme an die britische Property Controll, welche daraufhin die schnellstmögliche Liquidation der ROWAK verfügte. Mit der Liquidation wurde die Industrie-Beteiligungsgesellschaft beauftragt. Es wurde ermittelt, dass die ROWAK noch 100 Millionen DM Restforderungen an Spanien hatte. Das Aufsichtsunternehmen traf sich jährlich mit den Mitgliedern des Beirates der ROWAK und beriet über den Stand der Liquidation. Es drängte sich der Eindruck auf, dass die ROWAK als Druckmittel bei den Verhandlungen mit Spanien um die Enteignungen entschleunigt liquidiert wurde. Aber selbst als eine Einigung über das deutsche Eigentum unterzeichnet war, wurde 1960 die ROWAK immer noch liquidiert.

## Film
- Ina Kessebohm: Die Wahrheit über Franco – Spaniens vergessene Diktatur (Teil 3/4) – Stunde Null. 45 Min. (Der Film geht unter anderem auf seine Rolle in der Wirtschaft Spaniens und die Beziehung zu Franco nach 1945 ein. Seine Nichtauslieferung an die Alliierten, die Einbürgerung in Spanien und die Auswanderung nach Argentinien.)